# Järptjärnen, Jämtland
Järptjärnen är en sjö i Åre kommun i Jämtland och ingår i Indalsälvens huvudavrinningsområde. Sjön har en area på 0,201 kvadratkilometer och ligger 549,4 meter över havet.

## Delavrinningsområde
Järptjärnen ingår i det delavrinningsområde (703412-137470) som SMHI kallar för Utloppet av Järptjärnen. Medelhöjden är 554 meter över havet och ytan är 0,72 kvadratkilometer. Det finns inga avrinningsområden uppströms utan avrinningsområdet är högsta punkten. Vattendraget som avvattnar avrinningsområdet har biflödesordning 2, vilket innebär att vattnet flödar genom totalt 2 vattendrag innan det når havet efter 302 kilometer. Avrinningsområdet består mestadels av skog (54 procent) och sankmarker (15 procent). Avrinningsområdet har 0,2 kvadratkilometer vattenytor vilket ger det en sjöprocent på 27,9 procent.